# Totenfotografie

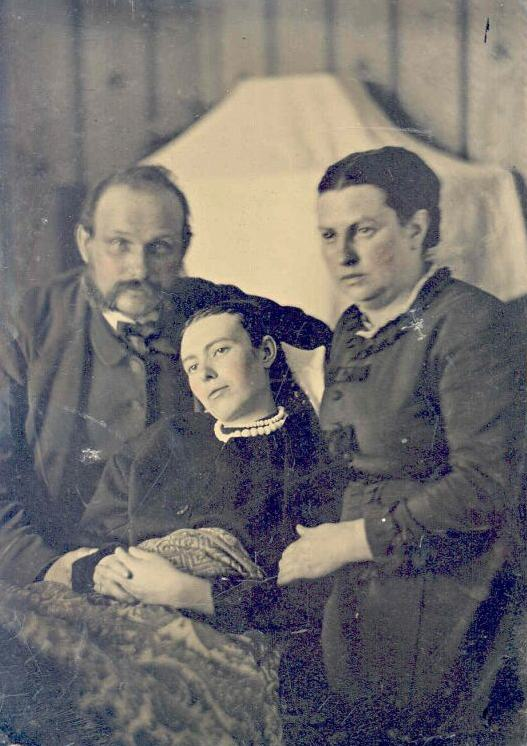
Elternpaar posiert mit seiner verstorbenen Tochter, viktorianisches Zeitalter. Da es sich bei früher Fotografie um Langzeitbelichtungen handelte, sind die Körper der Eltern aufgrund von minimalen Bewegungen leicht verschwommen, während der Körper der Verstorbenen gestochen scharf ist.

Totenfotografie oder Post-mortem-Fotografie ist das Ablichten von Verstorbenen und das dabei entstehende Lichtbild des Toten. Totenfotografien nahmen im Totenkult und der Erinnerungskultur des Abendlandes im 19. Jahrhundert eine bedeutende Rolle ein.

## Geschichte
Nach der Erfindung der Daguerreotypie hatten sich die Trauergewohnheiten der Menschen verändert: Die gegenüber Malereien kostengünstigen Fotografien besaßen eine für damalige Verhältnisse überlegene Qualität und ermöglichten es, Verstorbene in Erinnerung zu halten, bevor Verwesung eintrat.
Besonders das Fotografieren von toten Kindern entwickelte sich während des späten viktorianischen Zeitalters (1860–1910), als Totgeburten und generell Todesfälle bei Kindern sehr häufig waren, zu einer gängigen Praxis.
Da Fotografie trotzdem nicht alltäglich war, waren die postmortal gefertigten Lichtbilder oft die einzigen Bilder, die von Kindern gefertigt wurden, und nur auf ihnen war die gesamte Familie gemeinsam zu sehen.

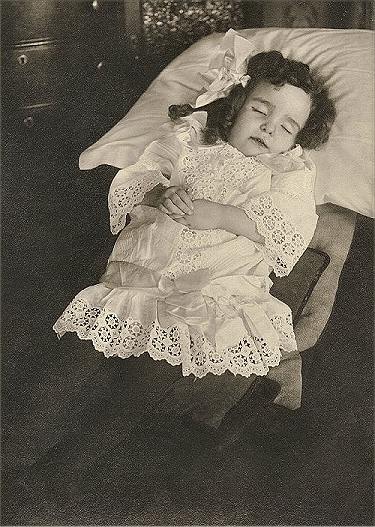
Post-mortem-Foto eines verstorbenen Kindes. Unbekannter Fotograf, um 1870

Frühe postmortale Fotografien waren oft Nahaufnahmen des Gesichts oder des gesamten Körpers, manchmal so lebensecht wie möglich dargestellt oder aber ein Nickerchen darstellend. Kinder wurden oft in eine Krippe oder auf einem Stuhl sitzend aufgestellt, posierten mit einem Lieblingsspielzeug, oder aber wurden von einem Familienmitglied, meist der Mutter, gestützt.
Ende des 19. Jahrhunderts legten Fotografen dann weniger Wert auf das Erzeugen einer lebensechten Umgebung und zeigten den Verstorbenen oft im offenen Sarg. Blumen, wie Vergissmeinnicht und Lilien, wurden vermehrt in die Bilder eingebracht.
Kleine Fotos des Verstorbenen wurden durch die Angehörigen oft in Medaillons oder verborgen am Körper getragen.
Die im späten 19. und frühen 20. Jahrhundert verbreitete Post-mortem-Fotografie ging von 1940 und 1960 in Nordeuropa und den Vereinigten Staaten zuerst zurück und verschwand dann beinahe völlig. Sie konnte sich in stärker katholisch dominierten Regionen jedoch länger halten.
Bis 1928 wurden zum Beispiel in München noch Tote zu Fotografen gefahren, erst danach wurde diese Praxis aus Seuchenschutzgründen verboten.

## Moderne Entwicklung

### Totenfotografie
Viele Menschen finden den Gedanken, eine Fotografie von ihren toten Angehörigen zu machen, befremdlich, wenn nicht sogar schockierend. Konfrontiert mit der Tatsache, dass es im 19. und frühen 20. Jahrhundert gängige Praxis war, eine letzte Fotografie von einem Toten zu machen und diese zum Beispiel an prominenter Stelle im Haus aufzustellen, lässt viele zuerst danach fragen, wann dieser Brauch ein Ende gefunden habe. Doch das Fotografieren der Toten dauert an. Es ist jedoch von einem sozial akzeptierten, offen praktizierten Brauch der Vielen zu einem persönlichen, fast schon geheim gehaltenen Ritual der Wenigen geworden. Andererseits gibt es heutzutage dafür Ausbildungsangebote.

### Sternenkindfotografie
Mindestens bis in die späten 1990er Jahre war es nicht üblich, dass Eltern von ihrem früh- oder totgeborenen Kind Abschied nehmen durften. Vielmehr sollten sie es schnell vergessen. Sternenkinder tauchten nicht in den Familienbüchern auf und wurden oftmals über den Klinikmüll entsorgt. Ein entsprechendes Umdenken fand erst Anfang dieses Jahrtausends statt.
Eine der frühesten Erwähnungen „Die Hebamme nahm ihr Jannis irgendwann aus dem Arm, legte ihn in eine Wiege und machte ein Foto“ datiert von 2009.
Spätestens mit der Gründung der Stiftung Dein-Sternenkind im Jahr 2013 etablierte sich die Sternenkindfotografie als fester Bestandteil der Trauerarbeit und ist heute in Deutschland unter dieser Bezeichnung flächendeckend verfügbar.